# Aulne (rzeka)
Aulne – rzeka w zachodniej Francji, ma 141,4 km długości. Wypływa z departamentu Côtes-d’Armor niedaleko miejscowości Lohuec. Uchodzi do Oceanu Atlantyckiego na południe od Brestu.